# Marek Mietelski

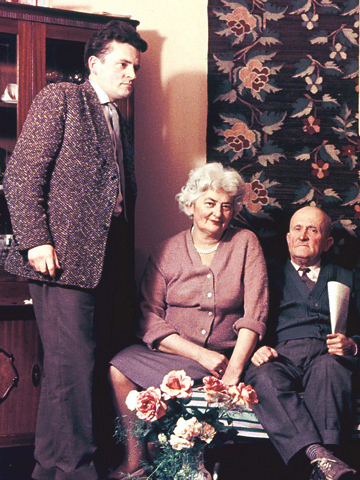
Marek Mietelski (z lewej) ze swymi rodzicami w Krakowie w 1961

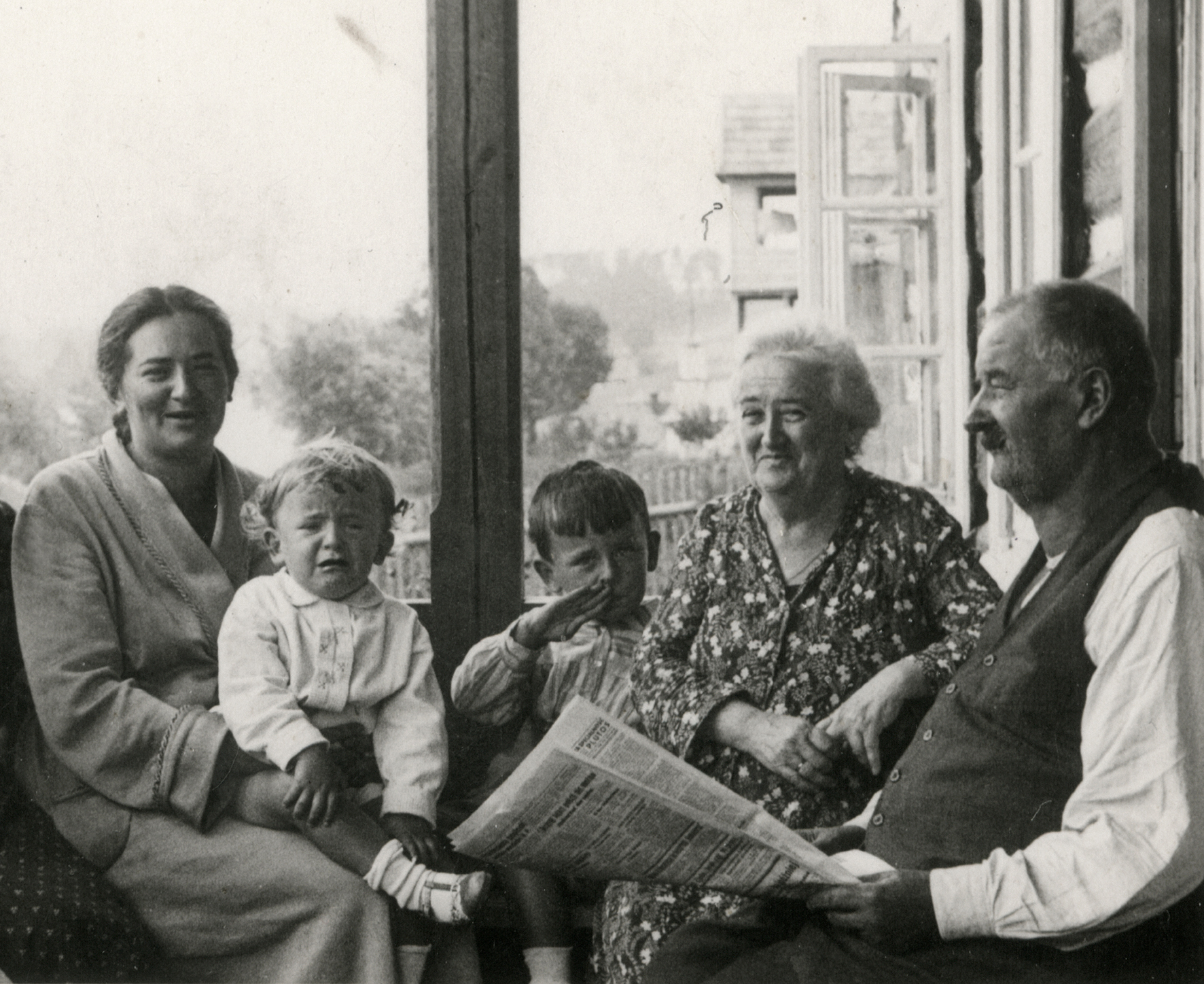
Marek Mietelski (z lewej) na wakacjach w Rabce w 1935

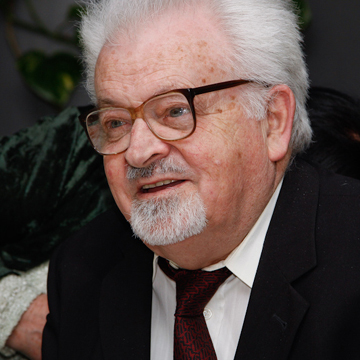
Marek Mietelski podczas jubileuszu 80. rocznicy swych urodzin w Krakowie (2013)

Marek Stefan Mietelski (ur. 27 lutego 1933 w Krakowie) – polski pianista i pedagog, profesor Akademii Muzycznej w Krakowie.

## Życiorys
Z końcem 1939 r. przejawił zainteresowanie muzyką, z której problemami – początkowo bez fortepianu – zaczął go zaznajamiać ojciec (wcześniej, z dniem 1 stycznia tegoż roku objął on funkcję notariusza w Boguminie, który po ogłoszeniu mobilizacji rodzina opuściła, a kompletne umeblowanie mieszkania – wraz z fortepianem – zostało skonfiskowane „na rzecz Rzeszy Niemieckiej”). W tym samym 1939 roku rozpoczął w Krakowie naukę w zakresie szkoły podstawowej. Po przeniesieniu się z rodzicami do Zakliczyna, gdzie jego ojciec od kwietnia 1941 r. był w latach okupacji notariuszem – rozpoczął lekcje gry na fortepianie pod jego kierunkiem, kontynuując równocześnie naukę w szkole podstawowej. Po jej ukończeniu w 1946 r. rozpoczął naukę w Prywatnym Gimnazjum Koedukacyjnym Gminy Wiejskiej w Zakliczynie n/D., zamkniętym już w następnym roku. Po powrocie rodziny do Krakowa z końcem lata 1947 r. został uczniem dwóch szkół: w klasie fortepianu Państwowej Średniej Szkoły Muzycznej (jego nauczycielkami kolejno były: Olga Wachtlowa, Janina Maltzowa oraz Wanda Waliszewska) i – w pionie ogólnokształcącym – Państwowego Liceum Humanistyczno-Muzycznego. Po jego zamknięciu w następnym roku – uczęszczał do III Państwowego Gimnazjum i Liceum im. Króla Jana Sobieskiego, gdzie zdał maturę w 1951 r. W tym samym roku rozpoczął studia muzykologiczne na Uniwersytecie Jagiellońskim. Naukę w klasie fortepianu w Państwowej Średniej Szkole Muzycznej ukończył dyplomem w 1952 r. W tym samym roku został przyjęty na studia pianistyczne w klasie fortepianu prof. Jana Hoffmana w Państwowej Wyższej Szkole Muzycznej w Krakowie, które dnia 3 października zostały przerwane aresztowaniem przez UB, procesem sądowym oraz więzieniem za działalność niepodległościową w podziemnej organizacji. Po wyjściu z więzienia i po ponownym egzaminie wstępnym po kilku latach, studia te ukończył dyplomem w 1962 r. Jeszcze będąc studentem, w 1960 podjął pracę jako pedagog w Państwowym Liceum Muzycznym im. Fryderyka Chopina w Krakowie (obecnie Państwowa Ogólnokształcąca Szkoła Muzyczna II st. im. Fryderyka Chopina w Krakowie).
Jako stypendysta francuskiego Ministerstwa Spraw Zagranicznych doskonalił swoje umiejętności pianistyczne u Claude’a Helffera w Paryżu w 1972, a w 1974 u Aloysa Kontarsky’ego jako stypendysta Międzynarodowego Instytutu Muzycznego w Darmstadt podczas Wakacyjnych Kursów Muzyki Współczesnej. Występował na koncertach jako solista (również z towarzyszeniem orkiestr) lub kameralista, najczęściej z repertuarem muzyki współczesnej w Zespole MW2 (czasem Ensemble MW 2), którego był członkiem od chwili jego założenia przez Adama Kaczyńskiego w 1962. Wraz z MW2 został w 1965 laureatem Międzynarodowego Konkursu dla Młodych Wykonawców Muzyki Współczesnej w Utrechcie, a w 1973 został odznaczony Medalem Honorowym Zarządu Głównego Związku Kompozytorów Polskich za szczególne zasługi w propagowaniu polskiej muzyki współczesnej. Ma na swoim koncie kilkadziesiąt prawykonań światowych utworów kompozytorów polskich i zagranicznych – w tym dedykowanych jemu (m.in Model IV Bogusława Schaeffera z prawem wyłączności wykonywania) lub Zespołowi MW 2 – oraz szereg nagrań radiowych, telewizyjnych, płytowych i filmowych.
Brał udział w ponad 500 koncertach i blisko 100 festiwalach krajowych i zagranicznych, takich jak: Warszawska Jesień (1963, 1964, 1966, 1972, 1978, 1981, 1997, 2017), Semaines Musicales Internationales de Paris (1966), Société Internationale de la Musique Contemporaine w Lozannie (1966), Musique de Notre Temps w Strasburgu (1966), Reconnaissance des Musiques Modernes w Brukseli (1966), Muzički Biennale Zagreb (1967, 1973), Musique du Temps w Lyonie (1968), Ny Musikk w Oslo (1968), Bemus Festival w Belgradzie (1969), Festiwal Polskiej Muzyki Współczesnej we Wrocławiu (1972, 1976, 1984, 2004), Poznańska Wiosna Muzyczna (1971, 1972, 1973, 1975, 1977, 1978, 1981, 1984, 1985, 1990), Autunno Musicale a Como (1971), Semana de Nueva Música w Barcelonie (1973), Holland Festival (1973), Festival d'Avignon (1973),International Carnival of Experimental Sound w Londynie (1974),   Festival International de Baalbeck w Bejrucie (1974), Istanbul Festivali (1976), Festival of Arts Shiraz-Persepolis (1976), Festival of Athens (1979), Primer Foro Internacional de la Música Nueva w Meksyku (1979), Internationale Musikfestwochen w Lucernie (1980), Aspekte Salzburg (1979, 1981), holenderski Nieuwe Muziek Festival (1981, 1985), Numus Festival w Aarhus (1983), Levande Musik w Göteborgu (1983), Contemporary Music Festival w Huddersfield (1984), Nuova Consonanza w Rzymie (1985), Bornholms Musik-Festival w Rønne (1986), Multi-Art Festival w Seulu (2000) oraz 17 Dresdner Tage der zeitgenossischen Musik (2003).

Pracował w Akademii Muzycznej w Krakowie od 1977, a w Katedrze Interpretacji Muzyki Współczesnej (potem Katedrze Muzyki Współczesnej i Jazzu) od początku jej istnienia (tj. od 1990), w tym jako profesor od 1998 do końca roku akademickiego 2012/13. Brał udział jako wykładowca w kursach interpretacji muzyki współczesnej w kraju i za granicą (na Międzynarodowych Kursach  Jeunesses Musicales  w Belgii: w Irchonwelz (1973) i w Keerbergen (1975), zasiadał w jury konkursów krajowych oraz międzynarodowych.

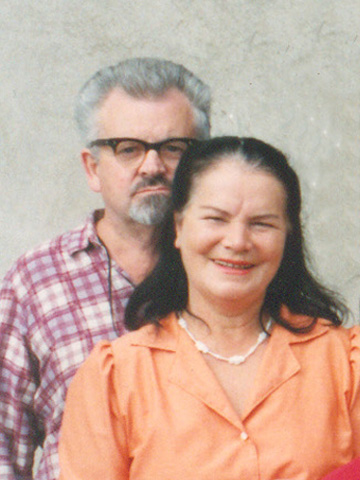
Marek Mietelski wraz z żoną Krystyną na wakacjach w Zakliczynie w 1990

## Życie prywatne
Jest synem notariusza dr. Leona Mietelskiego (ur. 19 czerwca 1894 w Zakliczynie – zm. 1 maja 1967 w Krakowie) oraz Ireny ze Stankiewiczów (ur. 24 grudnia 1902 w Krakowie – zm. 21 lipca 1992 tamże), nauczycielki. Jego brat, dr Jan Mietelski jest astronomem, a siostra – Agnieszka Mietelska-Ciepierska (ur. 20 października 1939 w Krakowie - zm. 14 stycznia 2008 tamże) była muzykologiem i kustoszem Zbiorów Muzycznych Biblioteki Jagiellońskiej. Dnia 17 czerwca 1962 zawarł związek małżeński z Krystyną Ungeheuer-Mietelską, tancerką i choreografem.
Jest byłym więźniem politycznym. Po aresztowaniu w 1952 został uwięziony na mocy wyroku Wojskowego Sądu Rejonowego w Krakowie za działalność polityczną w podziemnej organizacji niepodległościowej Związek Walczącej Młodzieży Polskiej. Po unieważnieniu wyroku w 1992 posiada nadany mu przez Instytut Pamięci Narodowej status pokrzywdzonego.

## Odznaczenia
- Złoty Krzyż Zasługi (1985 r.)
- Zasłużony Działacz Kultury (1988 r.)
- Weteran Walk o Wolność i Niepodległość Ojczyzny (1995 r.)
- Krzyż Niezłomnych (1999 r.)
- Medal za Długoletnie Pożycie Małżeńskie (2013 r.)[2].